# Canton de Noyers
Le canton de Noyers est une ancienne division administrative française du département de l'Yonne qui a existé de la Révolution française à 2015.
Si plusieurs communes françaises sont dénommées Noyers, il n'y avait pas d'homonymie exacte pour le canton, le seul canton à dénomination voisine étant le canton de Noyers-sur-Jabron (Alpes-de-Haute-Provence), également supprimé en 2015.

## Composition
| Nom                   | Code Insee | Intercommunalité                | Superficie (km2) | Population (dernière pop. légale) | Densité (hab./km2) |
| --------------------- | ---------- | ------------------------------- | ---------------- | --------------------------------- | ------------------ |
| Noyers (chef-lieu)    | 89279      | CC du Serein                    | 35,66            | 629 (2014)                        | 18                 |
| Annay-sur-Serein      | 89010      | CC du Serein                    | 27,00            | 238 (2014)                        | 8,8                |
| Censy                 | 89064      | CC du Serein                    | 4,86             | 56 (2014)                         | 12                 |
| Châtel-Gérard         | 89092      | CC du Serein                    | 30,67            | 238 (2014)                        | 7,8                |
| Étivey                | 89161      | CC du Serein                    | 28,02            | 202 (2014)                        | 7,2                |
| Fresnes               | 89183      | CC du Serein                    | 4,97             | 68 (2014)                         | 14                 |
| Grimault              | 89194      | CC du Serein                    | 23,77            | 125 (2014)                        | 5,3                |
| Jouancy               | 89207      | CC du Serein                    | 5,94             | 20 (2014)                         | 3,4                |
| Môlay                 | 89259      | CC du Serein                    | 12,00            | 100 (2014)                        | 8,3                |
| Moulins-en-Tonnerrois | 89271      | CC du Serein                    | 15,13            | 104 (2014)                        | 6,9                |
| Nitry                 | 89277      | CC Chablis Villages et Terroirs | 34,70            | 368 (2014)                        | 11                 |
| Pasilly               | 89290      | CC du Serein                    | 9,99             | 55 (2014)                         | 5,5                |
| Poilly-sur-Serein     | 89303      | CC Chablis Villages et Terroirs | 21,28            | 285 (2014)                        | 13                 |
| Sainte-Vertu          | 89371      | CC du Serein                    | 14,36            | 98 (2014)                         | 6,8                |
| Sarry                 | 89376      | CC du Serein                    | 25,64            | 161 (2014)                        | 6,3                |

## Histoire: conseillers généraux de 1833 à 2015
| Période               | Identité                               | Parti               | Qualité |
| --------------------- | -------------------------------------- | ------------------- | --- |
| 1833-1848             | Jean Augustin Jacques-Palotte          | Tiers-Parti         | Procureur du Roi à Tonnerre Propriétaire à Tonnerre, député (1846-1848)                                                                                                  |
| 1848-1852             | Louis Victor Robineau                  |                     | Notaire à Noyers |
| 1852-1871             | Eugène Lecomte                         | Majorité dynastique | Industriel des transports Député (1849-1851, 1852-1870) Propriétaire à Paris                                                                                             |
| 1871-1877             | Paul Rabasse                           |                     | Notaire Maire de Noyers (1869-1870, 1871-1878) |
| 1877-1907             | Ernest Petit (1835-1918)               | Républicain         | Historien Propriétaire du Prieuré de Vausse à Châtel-Gérard |
| 1907-1912 (démission) | Emile Chotier                          | Rad.                | Docteur-médecin à Noyers |
| 1912-1940             | Auguste Gautherin (1879-1972)          | Rad.ind.            | Médecin Maire d'Annay-sur-Serein, conseiller d'arrondissement Nommé membre de la Commission administrative départementale en 1941 Nommé conseiller départemental en 1943 |
|                       |                                        |                     | |
| 1945-1951             | Auguste Gautherin                      | DVD                 | Médecin Ancien Maire d'Annay-sur-Serein |
| 1951-1976             | André Magdelénat                       | DVD                 | Maire de Châtel-Gérard (1923-1959) |
| 1976-2001             | Bernard Magdelénat (fils du précédent) | RI puis UDF         | Ingénieur électronicien, chef d'entreprise Maire de Châtel-Gérard (1959-1995)                                                                                            |
| 2001-2015             | Michel Pellerin                        | DVG                 | Gestionnaire de l'Education Nationale Maire de Noyers (1983-1989) |

## Conseillers d'arrondissement (de 1833 à 1940)
Le canton de Noyers avait deux conseillers d'arrondissement de 1904 à 1928.
Il appartenait à l'arrondissement de Tonnerre jusqu'à sa disparition en 1926.
| Période                                  | Période      | Identité                              | Étiquette           | Qualité |
| ---------------------------------------- | ------------ | ------------------------------------- | ------------------- | --- |
| 1833                                     | 1845         | Edmé Philippot (1764-1847)            |                     | Négociant, cultivateur, menuisier à Châtel-Gérard                                                           |
| 1845                                     | 1848         | Adolphe Gautherin-Palotte (1816-1866) |                     | Propriétaire à Annay-sur-Serein                                                                             |
| 1848                                     | 1852         | Pierre Georges Jodot (1815-1879)      |                     | Médecin et rentier à Noyers                                                                                 |
| 1852                                     | 1858         | Adolphe Gautherin-Palotte             |                     | Maire d'Annay-sur-Serein                                                                                    |
| 1858                                     | 1867         | François Mariglier (1791-1873)        |                     | Docteur médecin, maire de Noyers                                                                            |
| 1867                                     | 1912 (décès) | Auguste Langin (1834-1912)            |                     | Docteur-médecin, maire de Noyers                                                                            |
| 1886                                     | 1904         | Henri Blot                            |                     | Maire de Sainte-Vertu                                                                                       |
| 1904                                     | 1919         | Urbain-Théophile Paris                |                     | Charron, rentier à Moulins-près-Noyers                                                                      |
| Fév.1912                                 | Juin 1912    | Auguste Gautherin                     | Républicain         | Médecin à Annay-sur-Serein                                                                                  |
| Juin 1912                                | 1919         | Auguste Mantelet                      | Républicain radical | Agent voyer en retraite à Noyers                                                                            |
| 1919                                     | 1928         | Louis Turiot                          |                     | Notaire à Noyers                                                                                            |
| 1919                                     | 1928         | Eugène Pallenot                       |                     | Agriculteur à Sanvigne, adjoint au maire d'Étivey                                                           |
| 1928                                     | 1940         | Georges-Hippolyte Collin              |                     | Agriculteur, maire de Sarry                                                                                 |
| Les données manquantes sont à compléter. |              |                                       |                     | |
| 1940                                     |              |                                       |                     | Les conseils d'arrondissement ont été suspendus par la loi du 12 octobre 1940 et n'ont jamais été réactivés |

## Démographie
| 1962  | 1968  | 1975  | 1982  | 1990  | 1999  | 2006  | 2011  | 2012  |
| ----- | ----- | ----- | ----- | ----- | ----- | ----- | ----- | ----- |
| 3 661 | 3 395 | 3 214 | 3 065 | 2 903 | 3 021 | 2 982 | 2 860 | 2 842 |